# 5059 Saroma
Az 5059 Saroma (ideiglenes jelöléssel 1988 AF) a Naprendszer kisbolygóövében található aszteroida. Kin Endate,  Vatanabe Kazuró fedezte fel 1988. január 11-én.